# Daikatana
A John Romero's Daikatana egy, az Ion Storm Inc. által 2000-ben fejlesztett és az Eidos Interactive által kiadott elsőszemélyű akciójáték (FPS), melyet PC-re, Nintendo 64-re, és Game Boy Color-ra is kiadtak. Eredetileg tervezték PlayStation-re is portolni, de erre végül nem került sor. A játék főhőse egy kardmester, aki különféle idősíkokba kerül a címbeli kard használatával, amelynek létezése a világ sorsára is befolyással van.
A program vezető tervezője John Romero volt, a fejlesztő Ion Storm társalapítója, aki korábban olyan nagy hatású játékok fejlesztésében közreműködött, mint a Wolfenstein 3D, a Doom, vagy épp a Quake. Miután 1997-ben elhagyta az id Software kötelékét, azonnal bejelentette a játék fejlesztését, mely egyre csak elhúzódott a grafikus motor cseréje, a csapattagok fluktuációja és tapasztalatlansága folytán. Az összecsapott fejlesztői munka valamint a játékot beharangozó, Romero személyét a középpontba helező hirdetések már azelőtt negatív hírverést keltettek a játéknak, hogy az megjelent volna.
A játék végül 2000 májusában jelent meg, és általában véve lesújtó kritikákat kapott az elavult grafika, a pocsék játékmenet, az ismétlődő hangeffektek és a rossz mesterséges intelligencia miatt. Mindössze alig több mint 40 ezer példányban fogyott a bemutatása évében, amivel minden idők egyik legnagyobb videojátékos bukása lett. A negatív fogadtatás miatt a párhuzamosan készülő GameBoy Color változatot csak Európában és Japánban adták ki, amely összességében pozitív kritikákat kapott.

## Játékmenet
A Daikatana 24 szintből áll (a konzolos verzió 18-ból), melyek 4 nagyobb epizódban kaptak helyet. Ezek az epizódok változatos idősíkokon helyezkednek el: a 25. századi Japánban, az ókori Görögországban, a kora középkori Norvégiában, majd a közeljövő San Franciscójában. A játék egyik legnagyobb újítása és sokat reklámozott eleme a segítőtársak aktív közreműködése. A főszereplő Mijamoto Hiro két segítője, Ebihara Mikiko és Superfly Johnson aktív segítségére sokszor szükség van, amikor egy-egy feladványt kell megoldani a pályákon. Bármelyikük halála a játék végét is jelenti. Sajnos a mesterséges intelligencia hiányosságai miatt éppen ezek a segítő karakterek lettek a játék egyik legnagyobb gyengeségei.

## Cselekmény
A feudális Japánban két rivális klán, az Ebiharák és a Misimák állnak egymással szemben. Háborúskodásuk során a Misima-klán megbízást ad a kovácsmester Mijamoto Uszaginak, hogy készítsen el egy varázserővel bíró kardot, amely véget vethet a konfliktusnak: ez a Daikatana. Uszagi rájön a Misimák gonosz szándékaira, ezért az elkészített kardot inkább az Ebiharáknak adja. Győzelmük után Ebihara Insiró egy vulkánba dobja a kardot, és ez a háború végét jelenti.
2455-ben a kardmester Mijamoto Hirót, a kovácsmester leszármazottját felkeresi Dr. Ebihara Tosiró, Insiró leszármazottja, aki halálos beteg. Elmondja neki, hogy a bolygó jelenlegi ura, Misima Kage (a Misimák leszármazottja) hatalmát annak köszönheti, hogy szert tett a Daikatanára, amellyel megváltoztatta a történelem menetét. Segítségével a 2020-as évekbe visszamenve meggyógyított egy akkor halálos járványt a saját maga fejlesztette gyógyszerrel, így szerzett hatalmat az emberiség felett. Tosiró lányát, Mikikót fogságba ejtette, amikor az megpróbálta visszaszerezni a kardot és helyreállítani a történelmet. Tosiró arra kéri Hirót, hogy segítsen megmenteni a lányát és a világot.
Hiro betör a Misima Vállalat főhadiszállására, ahonnan megszökteti Mikikót, és velük tart Superfly Johnson is, Misima testőrségének parancsnoka, akinek elege lesz gazdájának brutális, elnyomó uralmából. Együtt próbálják megszerezni a kardot, ám nem járnak sikerrel, mert ekkor megjelenik Misima, egy másik Daikatanával, és visszarepíti őket az időben, egyenesen az ókori Görögországba. Itt le kell győzniük a Medúzát, hogy a náluk lévő kard feltöltődjön, s így visszakerülhessenek a saját idejükbe. Hiába kerülnek vissza, Misima újra visszarepíti őket, ezúttal a középkori Norvégiába, és a kard itt végképp energia nélkül marad.Egy Musilde nevű varázsló segít nekik a visszajutásban, de csak akkor, ha megmentik faluját egy titokzatos kórtól. Ehhez le kell győzniük egy nekromantát, össze kell állítaniuk egy ősi ereklyét, és így vissza kell adniuk az uralkodójuk elméjének épségét. A király újratölti a kardot, és a kis csapat így 2030-ban találja magát, San Franciscóban, ahol statáriális állapotok uralkodnak. Betörnek Misima fegyvergyárába, amikor Uszagi szelleme megszállja Hirót, aki ennek hatására képes lesz a Daikatana teljes erejének felszabadítására. Ennek következtében végül elég erős lesz ahhoz, hogy legyőzze a Misimákat. A két Daikatana közül az egyik végül eltűnik, jelezvén, hogy a történelem menete visszaállt a rendes kerékvágásba.
Ekkor Mikiko váratlanul magához veszi a Daikatanát, és megöli Superfly Johnsont, bizonyítva, hogy az Ebihara-klán ugyanolyan gonosz, mint a Misima volt. A célja deklaráltan az, hogy a karddal saját családjának szerezzen dicsőséget és hatalmat. Hiro végül megöli a nőt és visszaveszi a kardot, minek hatására helyreáll a történelem: a Daikatanát sohasem találják meg a jövőben, a pusztító járványt a Misimák segítsége nélkül is legyőzik, akik sosem uralják majd a világot. Hiro pedig, hogy biztosítsa, hogy a kard ne kerüljön rossz kezekbe, magával viszi azt a téridő ismeretlen területeire.

## Fejlesztés

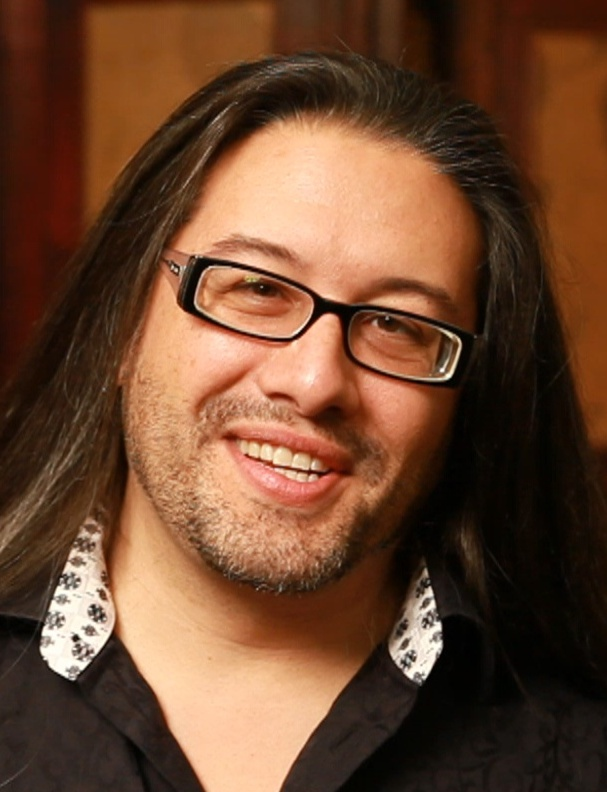
John Romero, a Daikatana atyja

John Romero már 1997 márciusában elkészítette a játék terveit, grandiózus elképzelésekkel: 24 pálya négy történelmi érára osztva, 25 különböző fegyver, és 64 féle ellenfél. Úgy vélte, képesek lesznek hét hónap alatt elkészíteni a játékot, mely 1997 karácsonyára már a boltokba is kerülhet. Romero ezt az alapján vélte így, hogy az id Software-nél a Quake-et (mely a készülő játék grafikus motorját is szolgáltatta) kilenc ember hat hónap alatt befejezte, náluk pedig nyolcan dolgoztak a játékon. John Carmack, az egykori partner ezt az elképzelést röhejesnek nevezte, hiszen Romero emberei nem alkottak összeszokott csapatot, az Ion Storm még éppen megalakulóban volt, és sok közülük amatőr pályatervezőként került a csapatba.
A fejlesztőcsapatot Tom Hall-lal közösen hozták létre. A céljuk az volt, hogy olyan játékokat alkossanak, ahol a kreativitásukat kiélhetik anélkül, hogy a kiadó beleszólna - korábban számtalanszor tapasztalták ezt. Rögtön le is szerződtek az Eidos Interactive-val, méghozzá három játékra: a Daikatana mellett a másik játékuk az Anachronox volt, a harmadik pedig a Dominion: Storm Over Gift 3. Költségeik fedezésére 13 millió dolláros előleget kaptak az Eidostól.
A Daikatana 1997 júniusában debütált az E3-on. Grafikus motorja még csak szoftveres renderelésre volt képes, emiatt csúnyának és elavultnak tűnt. Ekkoriban mutatkozott be az id Software új játéka, a Quake II is, vadonatúj grafikus motorral, mely képes volt a hardveres gyorsítás maximális kihasználására. Romero ezt látván felismerte, hogy a Daikatana technológiailag menthetetlenül elavult. Ekkor úgy határoztak, hogy az 1997 karácsonyi megjelenést törlik, helyette folyamatosan fejlesztik a játékot, és azonnal átportolják a Quake II grafikus motorja alá, amint az lehetséges. Az ekkori tervek 1998 márciusi megjelenésről szóltak. A játék címét japán kandzsi karakterekkel ábrázolták (大刀), amely szó szerint azt jelenti, "nagy kard". Hagyományosan "daitó"-nak kell olvasni egyébként, a katana a másik olvasata. Maga a kard már korábban létezett egy Dungeons & Dragons szerepjátékban, amelyet az id Software fejlesztői játszottak egymás között.
A játék sajátossága volt, hogy már a fejlesztés kezdetétől úgy reklámozták, mint John Romero saját szellemi termékét. Az extravagáns Romero korábban olyan játékok fejlesztésében közreműködött, mint a Wolfenstein 3D, a Doom, és a Quake. A Time magazin úgy írt róla a fejlesztés során, hogy "minden, amihez John Romero hozzáér, vérré és arannyá változik". Hírhedtté vált a játék a reklámozására szánt poszterről is, amely vörös alapon fekete betűket tartalmazott mindössze, az alábbi felirattal: "John Romero ribanca leszel". Ezen kívül az alsó sorban még annyi szerepelt, hogy "Kapd be", az Eidos, valamint az Ion Storm logójával együtt. Miután néhány játékmagazinban is megjelent a hirdetés, kisebb felháborodást keltett, de ez nem nagyon rendítette meg Romerót, akinek extravagáns életvitele a fejlesztésre is kezdte rányomni a bélyegét. A fejlesztői stúdiót egy dallasi felhőkarcoló üvegtetős legfelső szintjén rendezték be, amelyet milliós összegekért béreltek; Romero méregdrága Ferrarikkal közlekedett, és az első professzionális női játékossal, Stevie "Killcreak" Case-szel járt, akiről a Playboy is készített egy fotósorozatot. A költségvetés egyes források szerint meghaladta a 30 millió dollárt.
A csapaton belül is feszültségek voltak, amelyek ahhoz vezettek, hogy húszan távoztak. Egy részük elhagyta az Ion Stormot, más részük a stúdió frissen alakult austini csapathoz ment. 1998-ban a vezető grafikus Bryan Pritchard távozott, helyére Eric Smith került. Nagy nyomást helyezett a stábra a negatív felhajtás is a sajtó részéről, ezért többen önként távoztak, hogy a Deus Ex-en dolgozzanak. A legnagyobb csapást az jelentette, amikor egyszerre kilencen álltak fel a legfontosabb pozíciókból, amit Romero egyfelől megértett, másfelől árulásnak minősített. Így került a fejlesztőcsapatba Stevie Case mint pályatervező, valamint Chris Perna, akinek a karaktermodellek kidolgozása és finomhangolása lett a feladata. 1999 elejéig tizenhét ember, a stáb egyötöde állt fel, Corrine Yu technológiai rendező pedig a 3D Realms-hez távozott. A fejlesztőstábból mindössze ketten voltak, akik a kezdetektől a befejezésig dolgoztak a játékon.
A Quake II grafikus motorjára 1997 novemberében kezdtek átállni, és nyomban rájöttek, hogy ez nem lesz olyan egyszerű feladat. Mivel a kód gyakorlatilag teljesen más volt, ezért tizenegy hónap munkáját ki kellett dobniuk, és szinte mindent újra kellett írni az alapoktól. Ennek megfelelően csak 1999 januárjában végeztek az átállással, noha úgy vélték eredetileg, hogy pár hét alatt befejezik. Az Ion Storm közleménye szerint "történjen bármi, de a játékot elkészítjük1999. február 15-éig" – amit sikerült elmulasztaniuk. Helyette márciusban jelent meg egy demó, mely csalódást keltett, ugyanis csak többjátékos üzemmódra volt képes, nem voltak benne se egyjátékos pályák, se gépi ellenfelek. Ezután próbáltak meg összehozni egy valódi demót az 1999-es E3-ra, de a pályatervezést megváltoztatták az utolsó pillanatban, ezért a játék mindössze 12 képkocka/másodperc sebességgel futott az elvárt 30 helyett. A demó hatalmas bukás lett, aminek hatására az Eidos vezetősége úgy döntött, visszafogja a költekezéseket. Eddig ugyanis közel 44 millió dollárt költöttek el az Ion Storm-ra, amely nem igazán látszott megtérülni. Az Eidos többségi tulajdonos lett a cégben, amelyet két alapítója, Todd Porter és Jerry O'Flaherty el is hagyott. A fejlesztés párhuzamosan zajlott immár nemcsak az Anachronox-szal és a Dominionnal, hanem a Deus Ex-szel is, és ezalatt az id Software kiadta nemcsak a Quake II-t, de a Quake III Arenát is.

## Megjelenés
A játék 2000. április 21-én készült el. Beharangozónak Mark Silvestri egy képregényt is készített hozzá, és elkészült egy kézikönyv is, "Daikatana: Prima's Official Strategy Guide" címmel. A PC-s változat támogatása az 1.2-es patch-csel befejeződött 2000. szeptember 29-én, mivel nem sokkal később az Ion Storm dallasi irodája is bezárt. John Romero később nyilvánossá tette a játék forráskódját, így a rajongótábor készíthette el a későbbi javításokat és kiegészítőket. A játék megjelent Nintendo 64-re is 2000 novemberében.
A kiadott forráskód alapján Frank Sapone modder és mások 2014-ben elkezdték az 1.3-as nemhivatalos patch elkészítését. Gondot jelentett, hogy a forráskód egy hibás merevlemezen volt megtalálható, emiatt közel öt évig állt a projekt, mielőtt egyáltalán hozzákezdhettek volna. Ez a patch folyamatos fejlesztés alatt áll a mai napig. Rengeteg mindent javítottak: a bosszantó bugok kiirtásán kívül gyorsabban töltődik be a játék, csiszoltak a grafikán és a karakterek mesterséges intelligenciáján (a csapattársak könnyű nehézségi szinten halhatatlanokká váltak, általánosságban több életerőpontot kaptak, és lehetségessé vált nélkülük is játszani), javították a többjátékos módot, támogatottá váltak a széles kijelzők, és játszhatóvá vált a játék macOS-en, Linuxon, valamint freeBSD-n is.
Európában megjelent a játék Game Boy Color-ra is. Más régiókban is tervezték eredetileg, de a Daikatana, mint márkanév, akkora bukás lett, hogy végül elálltak ettől. Ez a játék alapvetően más volt, ugyanis a Legend of Zelda stílusában felülnézetes játékként lehetett vele játszani. 2004-ben Romero ingyen letölthetővé tette weboldaláról ezt a verziót, a megfelelő emulátorokkal együtt.
A Daikatana később megvásárolhatóvá vált különféle online játékáruházakban is, legelőször a Steam-en.

## Fogadtatás
A Daikatana vegyes kritikákat kapott. Ezek egy része a hosszúra nyúlt fejlesztési idő következménye, hiszen 1997 elejétől 2000-ig készült. Ez idő alatt számos új játék megjelent, amelyek innovatívabbak, és grafikailag is szebbek voltak, mint például a Quake III Arena vagy az Unreal Tournament. Emiatt a Daikatana már a megjelenése előtt elavult lett. Nem tetszett a játékosoknak az sem, hogy egy adott szinten csak korlátozott számban lehetett menteni, a gyenge mesterséges intelligencia miatt a két mellékszereplő segítőtárs pedig sokszor inkább a játékos terhére volt. A játék bukása és a hatalmas költségek voltak az első számú okai annak, hogy az Ion Storm kénytelen volt bezárni dallasi stúdióját.
Romero később bocsánatot kért a trágár reklámkampány miatt, mert úgy érezte, hogy ez is hozzájárult ahhoz, hogy a játékosokkal elvesztette korábbi jó kapcsolatát.
Magyarországon a PC Guru 2000/7. számában 81 százalékot kapott a játék, melyet a Half-Life-hoz hasonlítottak, s mellyel szemben ugyan alulmaradt, de a cikk szerint nem kell szégyenkeznie. A nyitófejezet, a 25. századi Japán rossz pályatervezését és nevetségesnek ható ellenfeleit a cikk szerint ellensúlyozza a másik három világ kidolgozottsága. A mesterséges intelligencia itt is sok kritikát kapott, a mentési rendszerrel egyetemben, valamint az elavult (bár a lehetőségekhez képest továbbfejlesztett) grafikus motor kapcsán is felhozza a cikk, hogy célszerűbb lett volna az Unreal grafikus motorja alatt elkészíteni a programot, mert az alapból tudta azokat az effekteket, lassulás nélkül, melyeket utóbb az Ion Storm rakott hozzá.